# Modern Electrics

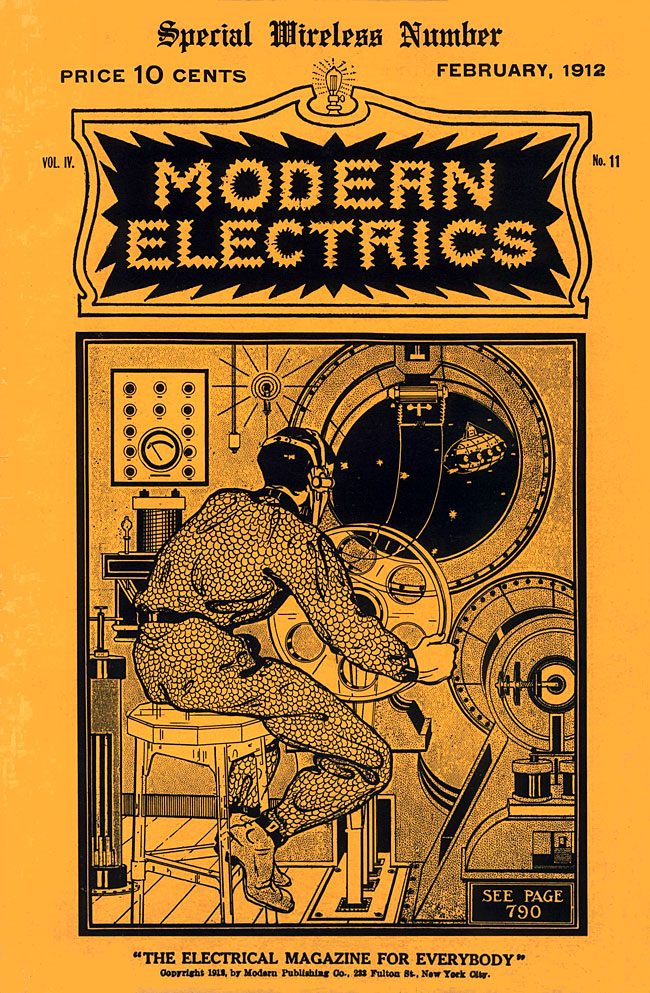
Modern Electrics, februari 1912.

Modern Electrics var en teknisk tidskrift för radioamatörer startad av Hugo Gernsback 1908. Från och med 1911 började den även publicera skönlitteratur, och blev därigenom en föregångare till de moderna science fiction-tidskrifterna. Tidskriften las ner 1913.